# Cámbiame Premium
Cámbiame Premium fou un programa de televisió setmanal que es dedicava al canvi de l'estil de vida de les persones (imatge, llar, entorn i aspectes actitudinals) i a les sorpreses. El format, presentat per Jorge Javier Vázquez, estava produït per la Fábrica de la Tele i es va emetre a Telecinco durant el setembre de 2015. Després d'una bona estrena, es va cancel·lar el mateix mes de setembre pels seus baixos nivells d'audiència en les edicions posteriors, refent el programa i transformant-lo en Cámbiame Top.

## Format
Es tracta d'un espai de varietats que, sota la marca del programa Cámbiame, compta amb canvis d'imatge, transformacions de llar, cotxes o negocis, canvis d'actitud dels participants, felicitacions d'aniversaris, demanades de mà o canvis a barris o pobles sencers, entre altres aspectes. D'aquesta manera, el programa recorda a una mescla de diferents formats que han passat per la televisió espanyola, tals com: Cambio Radical, Hay una cosa que te quiero decir, Lo que necesitas es amor, Reforma Sorpresa o Sorpresa, Sorpresa!.
Quant a la mecànica, Cámbiame Premium disposa d'un equip que s'encarrega de realitzar els canvis. En cada lliurament del programa, que es produeix des de diferents llocs, aquests professionals connecten amb el presentador per explicar com es va desenvolupant el canvi dels participants. Dins d'aquest equip, es troben coneguts noms del panorama nacional, experts en diferents disciplines com la psicologia, la imatge, la decoració, la televisió, la música o la coreografia. Dins de l'equip, destaquen els anomenats ambaixadors que relaten els processos de transformació des del lloc on s'estan produint.

## Equip

### Productora
- La Fábrica de la Tele

### Presentador
- (2015) Jorge Javier Vázquez

### Ambaixadors
Els ambaixadors es desplacen a les diferents localitzacions on es produeixi el canvi per relatar els processos de transformació:
- (2015) Daniel Terán (dissenyador, remodelador i decorador d'interiors).
- (2015) Rocío Carrasco (presentadora i col·laboradora de televisió).
- (2015) Elisabet Martín (periodista).

### Col·laboradors
- (2015) Cristina Rodríguez (introdueix, des del control de plató, les diferents històries dels candidats al canvi).
- (2015) Natalia Ferviú (realitza canvis d'imatge a personatges coneguts).
- (2015) Pelayo Díaz (realitza canvis d'imatge a personatges coneguts).